# Warniek
Warniek (ros. Варнек) – osada w rejonie zapolarnym, w obwodzie archangielskim, w Nienieckim Okręgu Autonomicznym, na wyspie Wajgacz. Wchodzi w skład Juszarskiej Rady Wiejskiej. Znajduje się w rosyjskiej strefie przygranicznej.

## Demografia
Warniek liczy około 100 mieszkańców, liczba ludności nie zmieniła się w znaczący sposób od lat 50. XX wieku. W 2005 roku osadę zamieszkiwało 98 osób, a w 2010 roku – 101 osób.
Mieszkańcy zajmują się głównie rybołówstwem i hodowlą reniferów.

## Historia
Osada powstała w latach 30. XX wieku. Jej nazwa pochodzi od nazwy pobliskiej zatoki nazwanej na cześć rosyjskiego geografa i polarnego kapitana Aleksandra Iwanowicza Warnieka (1858–1930). Radziecki polarnik Sawwa Michajłowicz Uspienski (1920—1996) określił osadę mianem „stolicy” wyspy. 
W 1921 roku odkryto w okolicy rudy cynkowo-ołowiowe. Wtedy powstała kopalnia, w której pracowali więźniowie Gułagu. W szczytowym momencie było ich 1500. W miejscowości znajduje się masowa mogiła 36 robotników, którzy zginęli w 1932 roku w wyniku wychłodzenia na śmierć na krze lodowej. Od grudnia 2011 roku w osadzie możliwe jest wykonywanie połączeń telefonicznych. Warniek jako ostatnia miejscowość w Nienieckim Okręgu Autonomicznym zyskała dostęp do telefonii stacjonarnej i do telewizji regionalnej.